# Romanian International 2017
Die Romanian International 2017 fanden vom 25. bis zum 28. Mai 2017 in Timișoara statt. Es war die 19. Austragung dieser internationalen Meisterschaften von Rumänien im Badminton.

## Sieger und Platzierte
| Disziplin    | Gold                                | Silber                        | Bronze                          |
| ------------ | ----------------------------------- | ----------------------------- | ------------------------------- |
| Herreneinzel | Luís Enrique Peñalver               | Pierrick Cajot                | Daniel Chislov                  |
| Herreneinzel | Luís Enrique Peñalver               | Pierrick Cajot                | Ivan Rusev                      |
| Dameneinzel  | Clara Azurmendi                     | Anne Hald                     | Lee Byeol-lim                   |
| Dameneinzel  | Clara Azurmendi                     | Anne Hald                     | Soo Bin Lim                     |
| Herrendoppel | Andraž Krapež Samatcha Tovannakasem | Daniel Nikolov Ivan Rusev     | Robert Golding Phone Pyae Naing |
| Herrendoppel | Andraž Krapež Samatcha Tovannakasem | Daniel Nikolov Ivan Rusev     | Daniel Hess Jan Colin Völker    |
| Damendoppel  | Hwang Yu-mi Chan Hee-kang           | Lee Ji-hye Lim Soo-bin        | Daniella Gonda Orsolya Varga    |
| Damendoppel  | Hwang Yu-mi Chan Hee-kang           | Lee Ji-hye Lim Soo-bin        | Lee Byeol-lim Park Sang-eun     |
| Mixed        | Lukas Resch Miranda Wilson          | Filip Budzel Tereza Švábíková | Kevin Strobl Silvia Garino      |
| Mixed        | Lukas Resch Miranda Wilson          | Filip Budzel Tereza Švábíková | Alexander Morari Vlada Gynga    |